# Acer miyabei
Acer miyabei är en kinesträdsväxtart. Acer miyabei ingår i släktet lönnar, och familjen kinesträdsväxter.

## Underarter
Arten delas in i följande underarter:
- A. m. shibatae
- A. m. miaotaiense
- A. m. miyabei